# Тайсун-хан
Тайсун-хан (1416 —1453) — 13-й великий каган Монгольського ханства в 1433—1453 роках. Відомий також як Тогта-буга.

## Життєпис
Походив з гілки Хубілаїдів династії Чингізидів. Син Аджай-тайши і онук Нігулесугчі-хана. Його батько виховувався серед ойратської знаті. Після смерті батька разом з братами Агбарджіном і Мандуулом поневірявся Монголією, поки не зустрів Тогон-тайшу, очільника Чотирьох племен ойратів. Тогон-тайша видав свою дочку заміж за Токта-бугу.
У 1433 році Тогон-тайша повстав проти монгольського кагана Адай-хана, оголосивши Токту-бугу каганом під ім'ям Тайсун-хана. Того ж року було завдано поразки Адай-хану, що відступив на північний схід. У 1438 році Тайсун-хан разом зі своїм братом Агбарджином захопив в полон, та й вбив свого суперника Адай-хана (за іншими відомостями того було вбито  за наказом Тогон-тайши біля мавзолею Чингізхана). Ставши одноосібним каганом, Тайсун-хан оголосив свого брата Агбарджіна джінонгом, тобто спадкоємцем трону.
Тайсун-хан спочатку намагався продовжувати опір ойратам, але вже в 1439 році змушений був примиритися з ними. За мирною угодою трон залишився за Тайсунханом, але реальна влада над усією країною перейшла до його тестя —Тогон-тайши. Останній розпочав підготовку до війни проти Китаю, але несподівано помер 1439 року. 1440 року владу Тогон-тайши успадкував його старший син Есен. Тайсун-хан зосередив увагу на відновленні колишньої столиці Каракоруму.
Протягом 1440-х років монголи воювали з киргизами, на деякий час підкорили оазу Хамі, встановлено зверхність на чжурчженів. В 1445 року урянхайці визнали владу Монголії. Влітку 1449 року Есен-тайши у битві при Туму переміг мінське військо, захопивши у полон імператора Цічженя. Монголо-ойратські війська взяли в облогу Пекін і 40 днів плюндрували його околиці. Втім зрештою вимушений відступити до Монголії. У 1450 року Есен зажадав, щоб Тайсунххан визнав своїм спадкоємцем свого сина від сестри Есена, але той відмовився.
У 1451 році між Тайсун-ханом і Есен-тайши почалася відкрита війна. Есен-тайши змовився з молодшим братом Тайсун-хана, Агбарджіном, пообіцявши йому ханський престол. У 1453 році Есен і Агбарджін взяли в облогу Карокорум, де отаборився Тайсун-хана. Більшість східно-монгольських нойонів перейшло на бік Есен-тайши. Каганські війська зазнали поразки від ойратів. Тайсун-хан з нечисленними прихильниками втік до Керулену, але там був убитий. Агбарджін-джінон оголосив себе каганом.

## Родина
1.Дружина — Сечен, донька Тогон-тайши
Діти:
- Абдан

2. Дружина — Алтан, з племені горлосів
Діти:
- Молон-хан

3. Дружина — Саймур-хатун
Діти:
- Махагургіс-хан